# Standardiseringsorgan
En standardiseringsorgan designer standarder for f.eks. en stat eller hele verden. 

## Internationale standardiseringsorganer
- European Committee for Standardization
- IEEE – The Institute of Electrical and Electronics Engineers
- IETF – The Internet Engineering Task Force
- IEC – International Electrotechnical Commission
- ISO – International Organization for Standardization
- ITU – International Telecommunication Union
  - ITU-R – ITU Radiocommunication Sector
  - ITU-T – Telecommunication standardization sector
- World Wide Web Consortium

## Nationale (stats-) standardiseringsorganer
- Dansk Standard
- Electronic Industries Alliance
- FCC
- FIPS
- NIST
- SNV Swiss Association for Standardization
- Telecommunications Industry Association